# Julio Rosales
Julio Rosales y Ras (Calbayog, 18 de septiembre de 1906-Cebú, 2 de junio de 1983) fue un clérigo filipino, segundo arzobispo de Cebú y cardenal de la Iglesia católica. 

## Biografía
Nacido en Calbayog, estudió en el seminario de esta ciudad, donde se ordenó como sacerdote el 2 de junio de 1929. De 1929 a 1946, realizó labores pastorales en la diócesis de Calbayog. Fue consagrado obispo de Tagbilaran el 21 de septiembre de 1946.
El 17 de diciembre de 1949, Rosales fue ascendido a la sede metropolitana de Cebú. Durante su mandato, en 1965, Cebú acogió las celebraciones del 400.º aniversario de la cristianización de Filipinas.
Rosales fue elevado al colegio cardenalicio por Pablo VI en el consistorio del 28 de abril de 1969 y se le concedió la iglesia titular de Sacro Cuore di Gesù agonizzante a Vitinia. También participó en los dos cónclaves de 1978. Renunció al gobierno pastoral de su archidiócesis el 24 de agosto de 1982 y falleció menos de un año después en Cebú.
Julio Rosales está enterrado en el mausoleo de la Catedral Metropolitana de Cebú y sus enseres se encuentran actualmente expuestos en el Museo de la Catedral de Cebú.
Julio Rosales era hermano del senador filipino Decoroso Rosales.